# Lichenophanes zanzibaricus
Lichenophanes zanzibaricus är en skalbaggsart som beskrevs av Pierre Lesne 1925. Lichenophanes zanzibaricus ingår i släktet Lichenophanes och familjen kapuschongbaggar. Inga underarter finns listade i Catalogue of Life.